# Karin Månsdotter

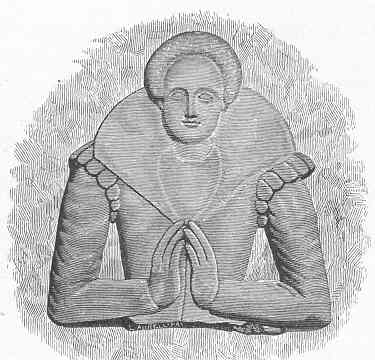
Stenrelief i Åbo domkyrka, som eventuellt föreställer Karin Månsdotter.

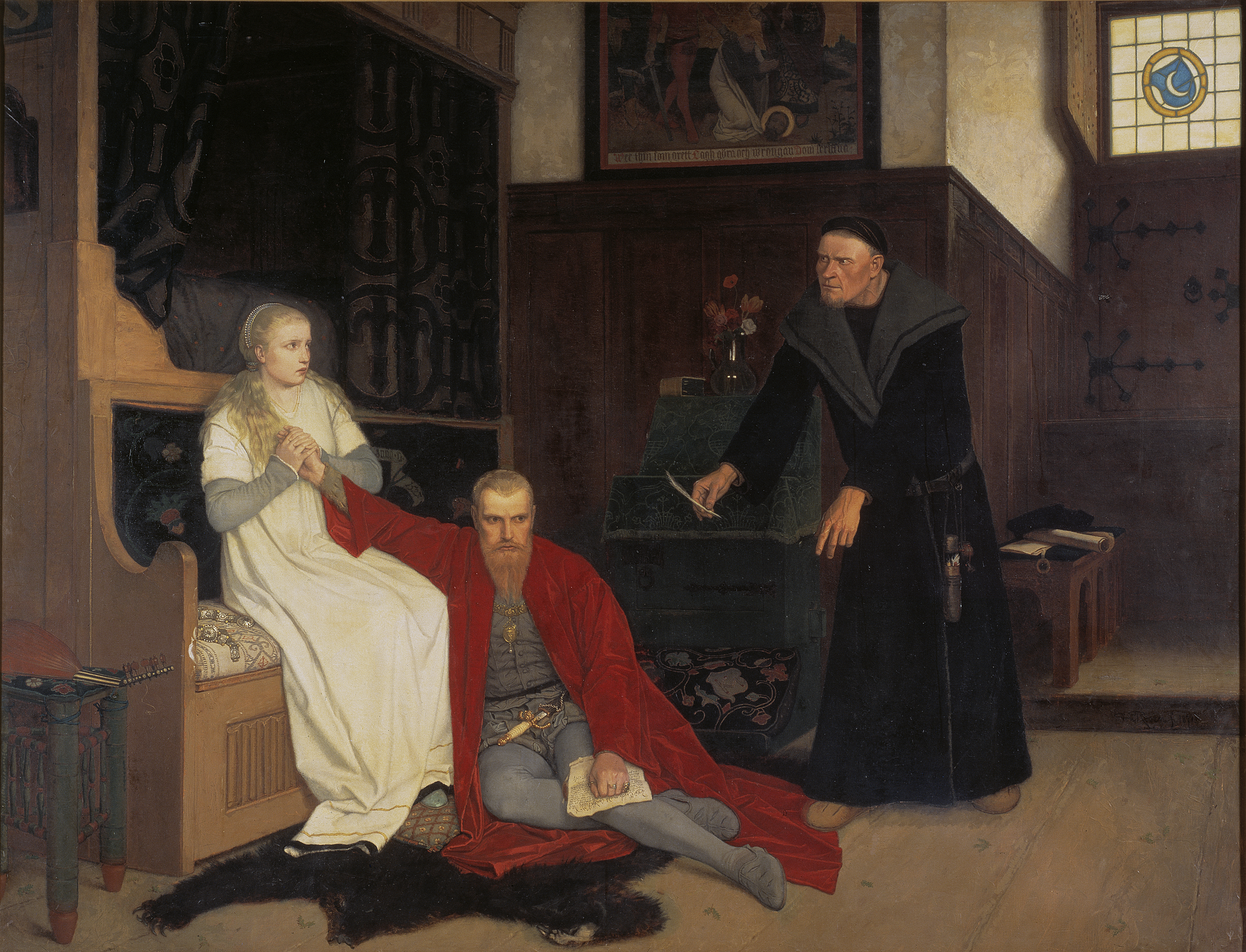
Georg von Rosens tavla över Karin Månsdotter, Erik XIV och Jöran Persson, förfärdigad 1871.

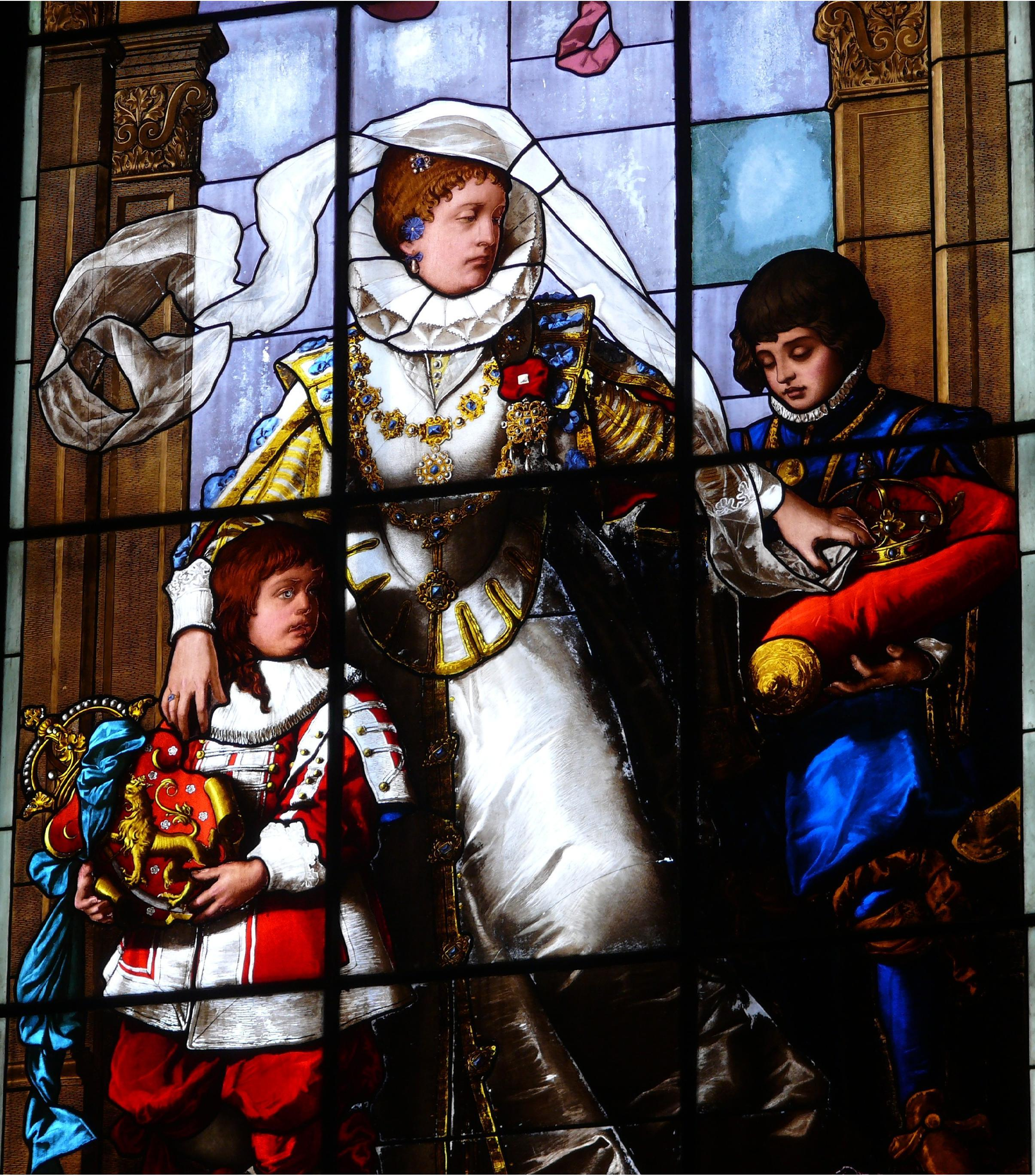
"Karin Månsdotter visande från sig kungakronan" (med två pager) såsom Wladimir Swertschkoff föreställde sig dem till sitt konstverk i fönstret över drottningens grav i Åbo domkyrka.

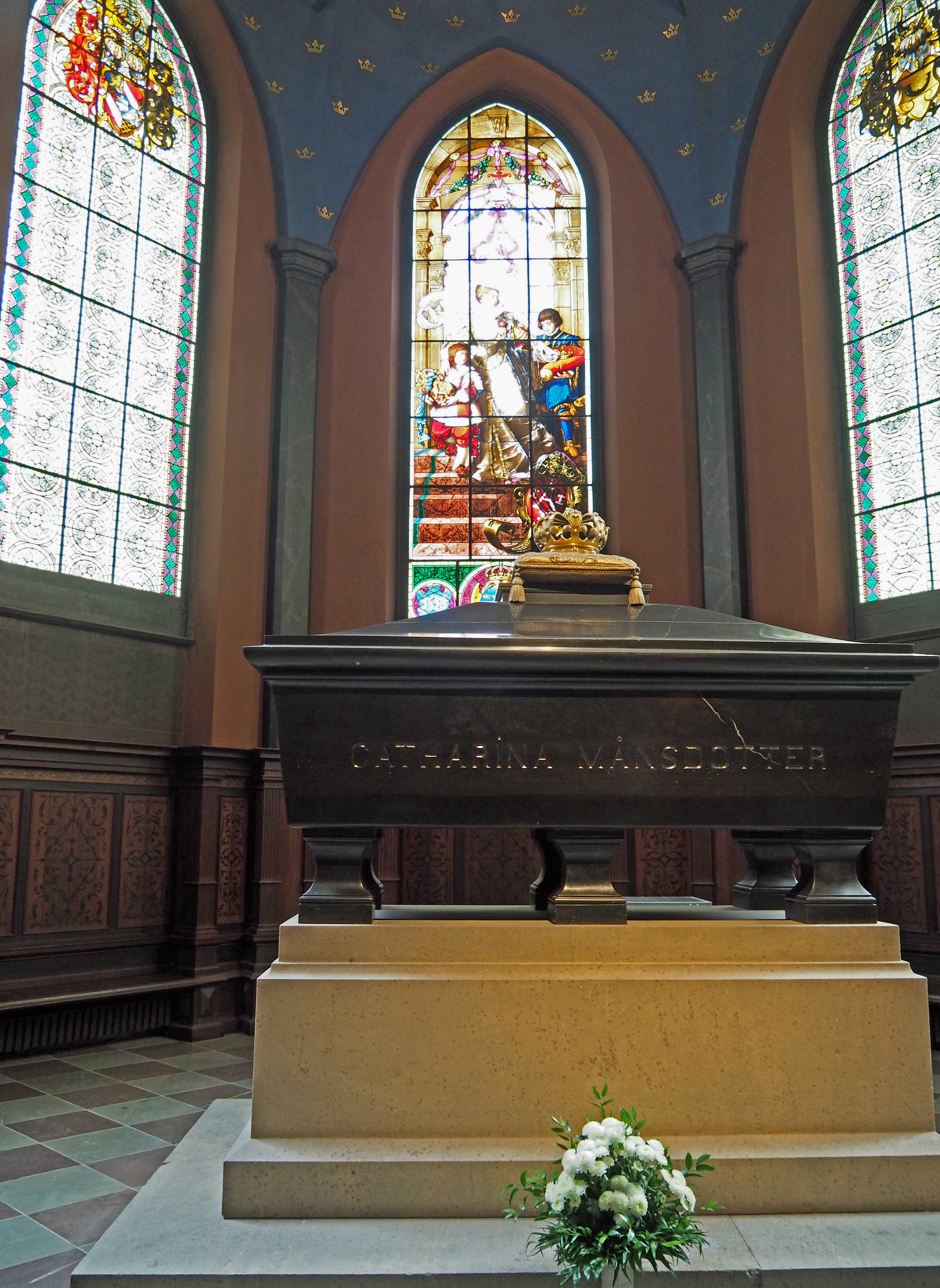
Karin Månsdotters sarkofag, Catharina Månsdotter, i Åbo domkyrka. Bilden visar både konstverket i fönstret över hennes grav och gravplatsen i domkyrkan i förhållande till varandra.

Karin Månsdotter (drottning Katarina som hon själv benämnde sig), född 6 november 1550 i Uppland, död 13 september 1612 på Liuksiala kungsgård, var drottning av Sverige 4 juli–29 september 1568. Hon var gift med kung Erik XIV.

## Biografi

### Bakgrund
Karin föddes i Uppland som dotter till Måns, landsknekt eller stockeknekt (fångknekt) från landskapet, och hans hustru Ingrid. Om fadern vet man inte så mycket, men klart är att Karins mödernesläkt hörde hemma i Trögds härad i Uppland, där hennes tre morbröder var bönder. Hennes släktingar nämns först efter hennes upphöjelse till drottning: Anna Nilsdotter i Hammarstorp som ibland har utpekats som hennes syster, hennes morbröder Hans Jacobsson i Gnesta, Jakob Jakobsson i Håtuna och Erik Nilsson i Husby-Sjutoft, samt hennes farbrors barn  och fränkan Anna Eriksdotter i Sko i Harby i Vilberga.
Karin uppträder på den historiska scenen för första gången när hon arbetade hos musikern Gert Cantor som även drev en värdshusrörelse och åtnjöt kungens gunst. I början av 1565 när Karin ännu inte fyllt 15 år möttes hon och Erik XIV för första gången. Karin flyttade till Stockholms slott och arbetade först som kammarjungfru åt Elisabet Vasa vid hovet och skötte därutöver kungens frillodotter Virginia Eriksdotter.
Karin är, förutom Désirée Clary och drottning Silvia, den enda drottning Sverige haft som varken varit kunglig eller adlig. Mycket har genom åren skrivits om den smått osannolika kärlekshistorien mellan kung Erik och den föräldralösa bondflickan. Historien att kungen skulle upptäckt Karin när hon sålde nötter på torget i Stockholm saknas det belägg för. Däremot finns det en hel del som tyder på att Erik tidigt hade planer på att gifta sig med älskarinnan. Allt tyder på att kungen verkligen blev djupt förälskad i den 17 år yngre flickan och hans närmaste medarbetare noterade att hon hade en lugnande inverkan över den tidvis sinnessjuke kungen.

### Ankomst till hovet
Femton år gammal blev Karin erkänd frilla åt kung Erik XIV. Liksom andra ogifta furstar vid den här tiden omgav han sig med ett flertal älskarinnor. Han hade fram till sin relation med Karin haft en hel grupp frillor som allmänt kallades frillohopen och hade en erkänd ställning med namnet "Kongl. Maj:t frilla". Dessa brukade komma och gå, men med Karin var det annorlunda. Hon konkurrerade snabbt ut de andra frillorna. 
Bevarade dokument från hovet visar att det inte dröjde länge förrän hon fick ta del av välståndet på kungens slott. Hon försågs efter önskemål med de bästa kläderna som gick att uppbåda, fick privata rum och fick lära sig vett och etikett. Snart försåg kungen också sin älskarinna med egna tjänare, precis som en drottning. Under 1565 nämns en Carl Kammarsven, Anders Hansson och Gert Cantors maka Karin som hennes tjänare, för att följande år utökas med Elin Andersdotter, Karin Hansdotter och Bovik Tattare.
Parets första barn Sigrid föddes 1566 och behandlades från första stund som en riktig prinsessa.
Främlingar som besökte Sverige hade positiva omdömen om Karin: "Hon var vacker, vänlig, blygsam, ödmjuk och gudfruktig mot alla och förstod att på ett skickligt sätt anpassa sig efter kungens önskemål", skriver en dansk författare. Det franska sändebudet rapporterar till sin regering: "Man säger att hon är en mycket dygdig kvinna som ganska gärna hjälper var och en i nöd, och som har räddat flera oskyldiga människor från avrättning. Om hon har sett kungen upprörd och arg på någon och inte kunnat lugna honom med sina böner och tårar, har hon i hemlighet meddelat den personen som var i fara, så att han kunnat hålla sig undan i några dagar."

### Drottning av Sverige
Den 4 juli 1568 giftes Karin med kungen och dagen efter kröntes hon till drottning av Sverige. Redan den 13 juli året dessförinnan hölls emellertid ett hemligt bröllop med ärkebiskop Laurentius Petri Nericius som förrättare, godkänt av riksrådet, och Karin Månsdotter erhöll drottningsigill i slutet av december 1567. Giftermålet sågs inte med blida ögon av samtidens maktelit, eftersom det bröt mot seden med äktenskap inom samhällsklasserna. Förutom Karl Knutssons äktenskap med frillan Kristina Abrahamsdotter ett sekel tidigare, är detta enda gången i Sveriges historia som en kung äktat sin älskarinna. Som drottning fick Karin en egen sekreterare, Thomas Jakobsson, som tros ha varit hennes släkting.
Erik hade visserligen efter påtryckningar mot riksrådet fått godkännande att gifta sig med vem han ville, adlig eller icke-adlig. Likväl var giftermålet med en kvinna med Karins bakgrund en stor utmaning mot högadeln, vilket kom att bli en av flera orsaker till att hennes make fängslades och avsattes 1568–1569. När Erik XIV störtades från den svenska tronen hade Karin hunnit föda två barn, dottern Sigrid och sonen Gustav, som var den legitime tronarvingen.

### Fängelse
Hustrun och barnen följde den störtade kungen när han flyttades runt som fånge på olika slott. Konspirationen 1569, som avslöjades sommaren 1569 och som syftade till att frita och återuppsätta Erik, bestod av personer ur Karins hushåll, men hon tycks inte själv ha varit inblandad. År 1573 skildes Erik och Karin åt på order av den nye kungen Johan III. De fyra kommande åren tillbringade Karin som fånge på Åbo slott i Finland. Fängelsevistelsen var mild, men 1575 gav kung Johan order om att sonen Gustav skulle skiljas från modern. Liksom sin företrädare Erik XIV såg Johan III fiender nästan överallt och åtminstone på lite längre sikt kunde Karins Månsdotters son utgöra ett potentiellt hot mot honom och hans ställning, särskilt då Erik fortfarande hade många anhängare och Gustav dessutom hade legitima krav på den svenska tronen.

### Frigivning
Efter Eriks död 1577 friades Karin och Sigrid. Av Johan III fick hon som förläning på livstid kungsgården Liuksiala med omgivningar, belägen i Kangasala socken, nära nuvarande Tammerfors stad. Den avsatta drottningen tycks ha haft ett gott förhållande till bönderna i regionen. På 1590-talet utbröt klubbekriget i Finland, ett bondeuppror. Som brukligt var plundrade man de stora gårdarna som tillhörde överklassen, men Liuksiala lämnades i fred.
År 1582 blev Karin och dottern Sigrid inbjudna till Stockholm för att träffa kungen, drottningen Katarina Jagellonica, samt änkedrottning Katarina Stenbock. Där donerade kungen ännu mer mark till Karin och återlämnade ägodelar som en gång tillhört Erik. Detta var så vitt man vet den enda gång som Karin efter sin frigivning besökte den västra rikshalvan. Trots vädjanden fick dock inte Gustav återvända till Sverige och Karin återsåg sonen först år 1596 och då i Reval (nuvarande Tallinn). Sigrid blev så småningom knuten till det kungliga hovet och gifte sig två gånger med högadliga män. Ett av Sigrids barn, Åke Tott, blev riksråd och en av Gustav II Adolfs främsta fältherrar.

### Död och begravning
Karin Månsdotter levde ett tillbakadraget men välbärgat liv fram till sin död. Hon avled på Liuksiala kungsgård i Kangasala, 13 september 1612. Karin begravdes i Åbo domkyrka och är den enda drottning som är begravd i Finland. Hon och hennes dotter, prinsessan Sigrid, är de enda kungliga personer som begravts i Finland. Prinsessan Sigrids barn med Henrik Klasson Tott är också begravda där. År 1867 överfördes Karin Månsdotters kvarlevor till en ny sarkofag gjord av svart belgisk marmor i det Kankasska gravkoret. En historiker som år 1871 såg hennes kvarlevor, beskrev henne: "Huvudet var lösbrutet, mera litet än stort, av vacker, regelbunden form, mera runt än långdraget ovalt. Kroppens längd syntes över medelmåttan, bröstet var väl välvt, höfterna breda, formerna för övrigt starkt byggda och fylliga."

## Barn
- Sigrid, född 16 oktober 1566 på Svartsjö slott i Sånga socken, Uppland, idag Ekerö kommun, död 24 april 1633.
- Gustav, född 28 januari 1568, död i februari 1607.
- Henrik, född 24 januari 1570, död 1574 mellan 11 januari och 7 juni.
- Arnold, född 1 november 1572, död ung.

## Eftermäle
Asteroiden 832 Karin är uppkallad efter henne.

## Galleri

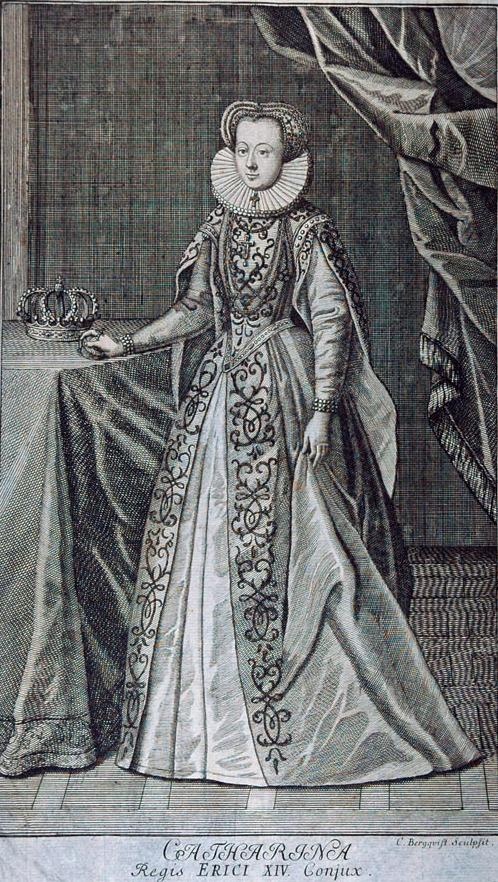
Drottning Catharina av Carl Bergqvist. Observera att bilden bygger på den målning som tidigare troddes föreställa Karin Månsdotter, men nu mera troligen ses som Elisabet Vasa.
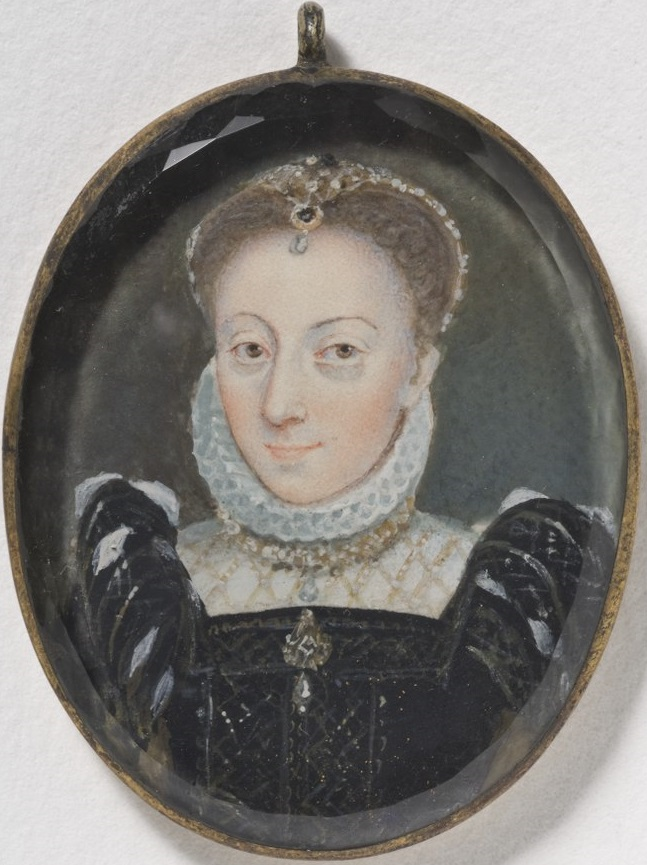
Miniatyr av Eric Utterhielm. Liksom föregående baserad på porträttet som tros vara Elisabet Vasa.
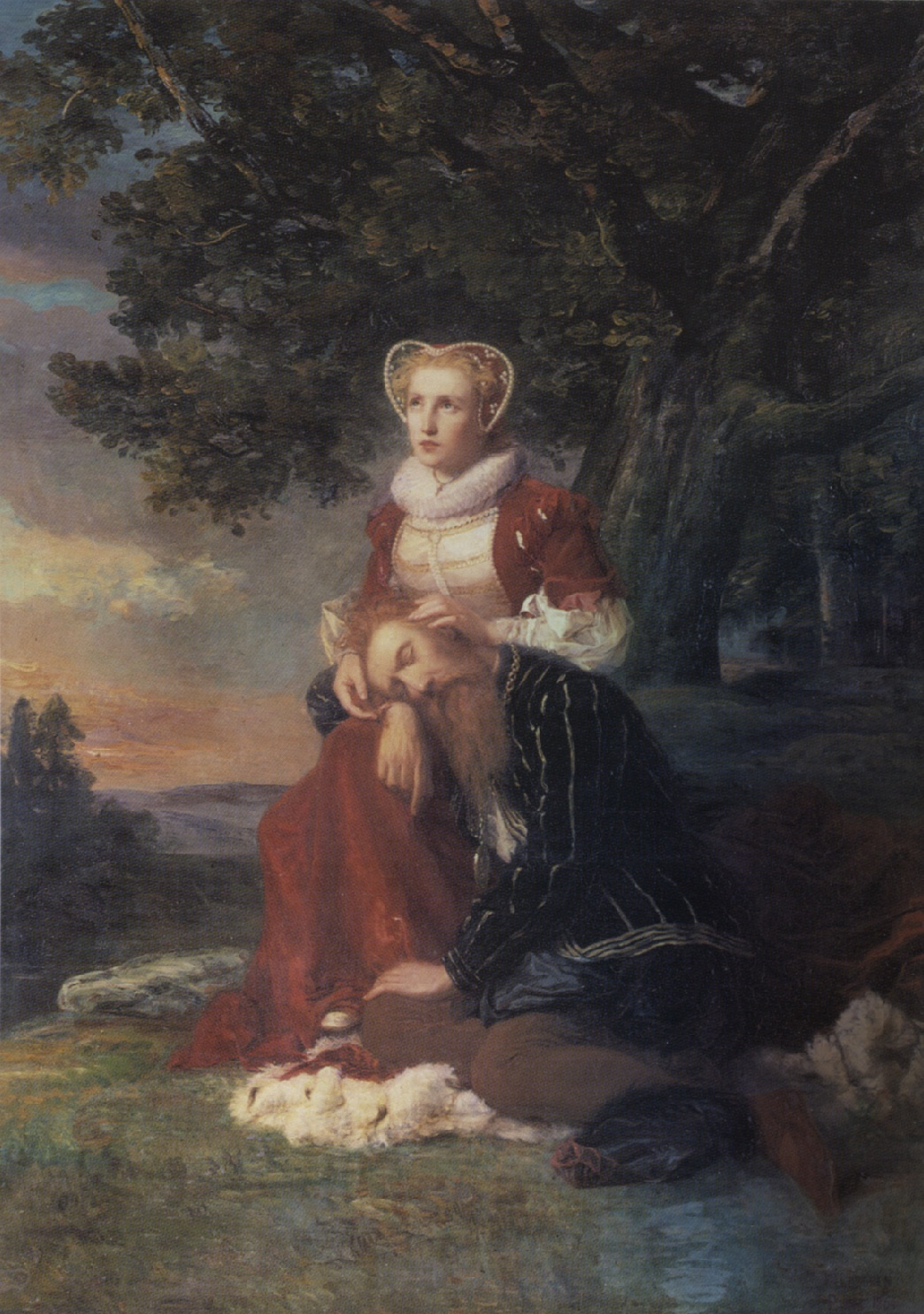
Erik XIV och Karin Månsdotter, som Erik Johan Löfgren föreställde sig och målade dem år 1864.
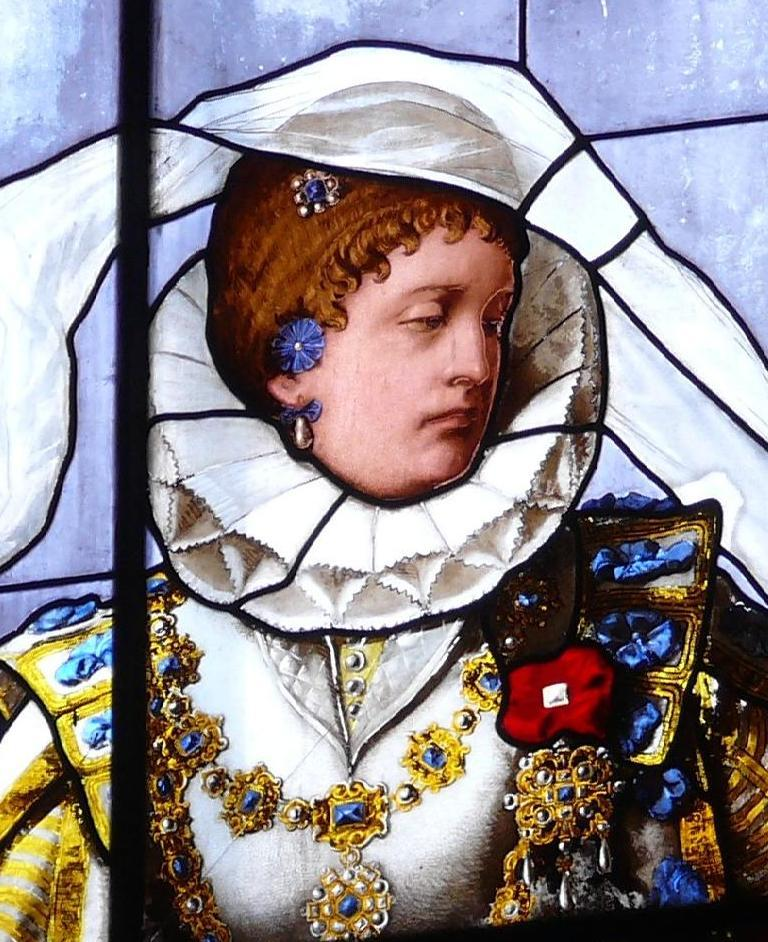
Närbild av drottning Katarinas ansikte från fönstret över hennes grav (se ovan).
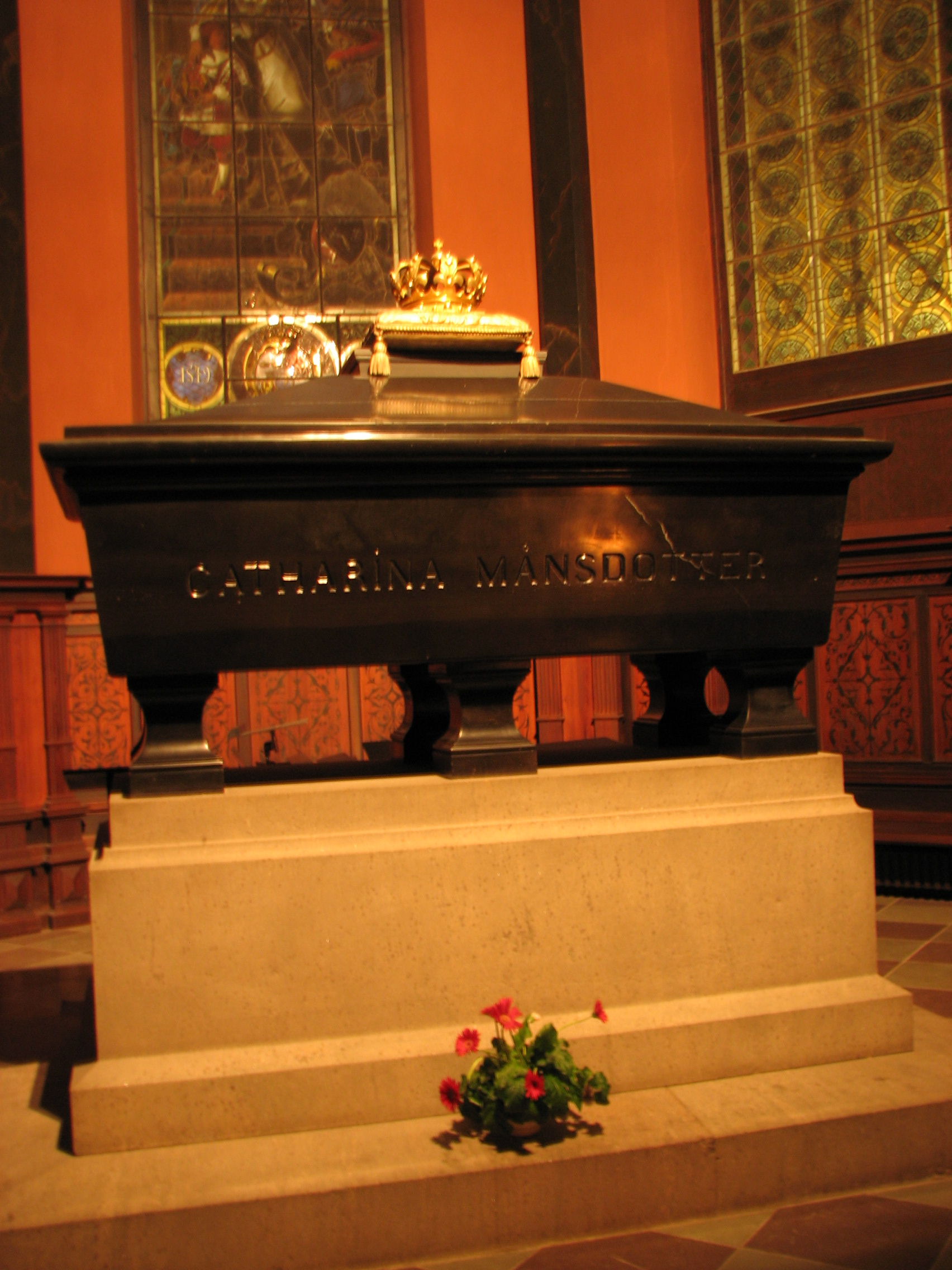
Karin Månsdotters grav, märkt Catharina Månsdotter, i Åbo domkyrka.

## Karin Månsdotter i litteraturen
- Ahlqvist, Alfred Gustaf (1874). Karin Månsdotter. En monografi. Stockholm: Central-Tryckeriets Förlag
- Angel, Gösta, Kupletter till Karin Månsdotter eller glädjekällan: Sorgespel i 2 akter med sång och balett, 1920.
- Paul, Adolf, Karin Månsdotter, skådespel i 5 akter, 1899.
- Strindberg, August: Erik XIV, teaterpjäs i fyra akter, 1899 (underlag till långfilmen Karin Månsdotter i regi av Alf Sjöberg 1954).
- Waltari, Mika (1995). Karin Månsdotter: historisk roman. Stockholm: Wahlström & Widstrand. ISBN 91-46-16724-2 Originates titel: Kaarina Maununtytär. Första svenska upplaga: 1943.
- Maria Gustavsdotter: "Karin Månsdotter. Hans majestäts nådiga frilla". Historisk roman 2010.